# Perfect Strangers (canción de Deep Purple)
«Perfect Strangers» es una canción de la banda británica de hard rock Deep Purple. Es la canción que da el nombre a su álbum de 1984. 
La canción trata acerca de las experiencias y sentimientos de una vida anterior y la forma en que estas se conectan con uno. Es una conversación entre el ser de una vida anterior y el de hoy, pero estos -como dice la letra- deben permanecer como perfectos extraños.
Es una de las pocas canciones de Deep Purple que no cuentan con un solo de guitarra u órgano. El guitarrista de la banda Ritchie Blackmore declaró que esta es su canción favorita de Deep Purple.

## Versiones
Recientemente se ha versionado la canción por Dimmu Borgir en su más reciente álbum Abrahadabra como una pista adicional.
También fue versionado por Dream Theater, banda de metal progresivo, en su EP A Change of Seasons. Dream Theater también la interpretó en vivo en un programa de radio de la BBC, junto con el vocalista de Iron Maiden Bruce Dickinson cantando la voz principal.
El vocalista de hard rock Jorn Lande lo versionó en su álbum en solitario Unlocking the Past.

## Miembros
- Ritchie Blackmore - guitarra eléctrica
- Ian Gillan - voz
- Roger Glover - bajo
- Jon Lord - órgano
- Ian Paice - batería